# Sébastien Bassong
Sébastien Aymar Bassong Nguena (Parigi, 9 luglio 1986) è un ex calciatore francese naturalizzato camerunese, di ruolo difensore.

## Carriera

### Club
Dopo aver debuttato a livello professionistico in patria nel Metz, con cui viene retrocesso due volte e grazie a cui colleziona anche qualche presenza in Under-21. Nel 2008 è passato in Premier League al Newcastle United, dove, nonostante la retrocessione in Football League, viene nominato "Giocatore dell'anno".
Il 6 agosto 2009 è stato acquistato dal Tottenham per 8 milioni di sterline. Al suo esordio in Premier League segna il gol del definitivo 2-1 sul Liverpool con un colpo di testa su punizione battuta da Modric.
Nel suo periodo al Tottenham è rimasto impresso per il pugno ricevuto da Gennaro Gattuso durante una sfida di Champions League.
Il 31 gennaio 2012 viene ceduto in prestito al Wolverhampton Wanderers, in una stagione che si conclude con la retrocessione del club inglese. Il 21 agosto 2012 firma un contratto triennale con il Norwich City, con cui centra la salvezza il primo anno e con cui viene retrocesso l'anno successivo.
Dopo una parentesi al Watford, viene ingaggiato nuovamente dal Norwich, con cui nella stagione 2015-2016 viene relegato nella categoria inferiore. Raggiunge così, all'età di 29 anni, il poco invidiabile record di 6 retrocessioni.

### Nazionale
Dopo aver militato nell'Under 21 francese il 12 agosto 2009 esordisce in Nazionale con la maglia del Camerun nell'amichevole vinta 2-0 con l'Austria. Viene convocato per il Mondiale 2010 dove è titolare nel primo match perso 1-0 con il Giappone. Finora ha collezionato 16 presenze e 0 gol con la Nazionale maggiore.

## Statistiche

### Presenze e reti nei club
Statistiche aggiornate al 3 maggio 2017.
| Stagione            | Squadra             | Campionato          | Campionato | Campionato | Coppe nazionali | Coppe nazionali | Coppe nazionali | Coppe continentali | Coppe continentali | Coppe continentali | Altre coppe | Altre coppe | Altre coppe | Totale | Totale |
| Stagione            | Squadra             | Comp                | Pres       | Reti       | Comp            | Pres            | Reti            | Comp               | Pres               | Reti               | Comp        | Pres        | Reti        | Pres   | Reti   |
| ------------------- | ------------------- | ------------------- | ---------- | ---------- | --------------- | --------------- | --------------- | ------------------ | ------------------ | ------------------ | ----------- | ----------- | ----------- | ------ | ------ |
| 2005-2006           | Metz                | L1                  | 23         | 0          | CF+CdL          | 0               | 0               | -                  | -                  | -                  | -           | -           | -           | 23     | 0      |
| 2006-2007           | Metz                | L2                  | 37         | 1          | CF+CdL          | 0               | 0               | -                  | -                  | -                  | -           | -           | -           | 37     | 1      |
| 2007-2008           | Metz                | L1                  | 19         | 0          | CF+CdL          | 1+2             | 0               | -                  | -                  | -                  | -           | -           | -           | 33     | 1      |
| Totale Metz         | Totale Metz         | Totale Metz         | 79         | 1          |                 | 3               | 0               |                    | -                  | -                  |             | -           | -           | 82     | 1      |
| 2008-2009           | Newcastle           | PL                  | 30         | 0          | FACup+CdL       | 2+2             | 0               | -                  | -                  | -                  | -           | -           | -           | 34     | 0      |
| 2009-2010           | Tottenham           | PL                  | 28         | 1          | FACup+CdL       | 7+3             | 0               | -                  | -                  | -                  | -           | -           | -           | 38     | 1      |
| 2010-2011           | Tottenham           | PL                  | 12         | 1          | FACup+CdL       | 2+1             | 0               | CL                 | 5                  | 1                  | -           | -           | -           | 20     | 2      |
| 2011-gen. 2012      | Tottenham           | PL                  | 5          | 0          | FACup+CdL       | 1+1             | 0               | UEL                | 6                  | 0                  | -           | -           | -           | 13     | 0      |
| Totale Tottenham    | Totale Tottenham    | Totale Tottenham    | 45         | 2          |                 | 15              | 0               |                    | 11                 | 1                  |             | -           | -           | 71     | 3      |
| gen.-mag. 2012      | Wolverhapton        | PL                  | 9          | 0          | FACup+CdL       | -               | -               | -                  | -                  | -                  | -           | -           | -           | 9      | 0      |
| 2012-2013           | Norwich City        | PL                  | 34         | 3          | FACup+CdL       | 0+1             | 0               | -                  | -                  | -                  | -           | -           | -           | 35     | 3      |
| 2013-2014           | Norwich City        | PL                  | 27         | 0          | FACup+CdL       | 1+2             | 0               | -                  | -                  | -                  | -           | -           | -           | 30     | 0      |
| ago.-ott. 2014      | Norwich City        | FLC                 | 0          | 0          | FACup+CdL       | 0               | 0               | -                  | -                  | -                  | -           | -           | -           | 0      | 0      |
| ott. 2014-gen. 2015 | Watford             | FLC                 | 11         | 0          | FACup+CdL       | 0               | 0               | -                  | -                  | -                  | -           | -           | -           | 11     | 0      |
| gen.-giu. 2015      | Norwich City        | FLC                 | 18+3       | 0          | FACup+CdL       | 0               | 0               | -                  | -                  | -                  | -           | -           | -           | 21     | 0      |
| 2015-2016           | Norwich City        | PL                  | 32         | 1          | FACup+CdL       | 1+3             | 0+1             | -                  | -                  | -                  | -           | -           | -           | 36     | 2      |
| 2016-2017           | Norwich City        | FLC                 | 9          | 0          | FACup+CdL       | 1+3             | 0               | -                  | -                  | -                  | -           | -           | -           | 13     | 0      |
| Totale Norwich City | Totale Norwich City | Totale Norwich City | 120+3      | 4          |                 | 12              | 1               |                    | -                  | -                  |             | -           | -           | 135    | 5      |
| Totale carriera     | Totale carriera     | Totale carriera     | 294+3      | 7          |                 | 34              | 1               |                    | 11                 | 1                  |             | -           | -           | 342    | 9      |